# St. Michaelis (Bienenbüttel)

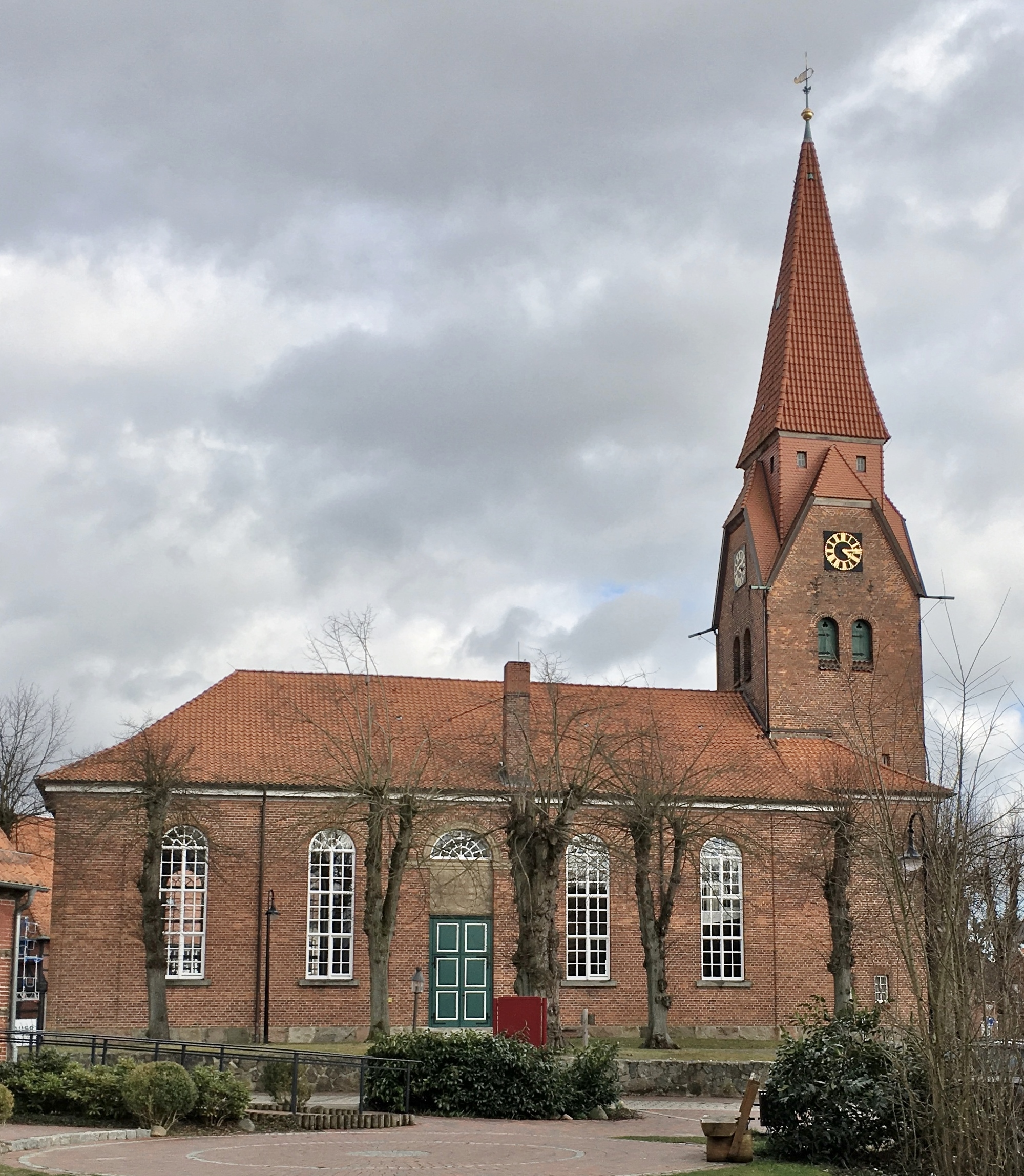
St.-Michaelis-Kirche in Bienenbüttel

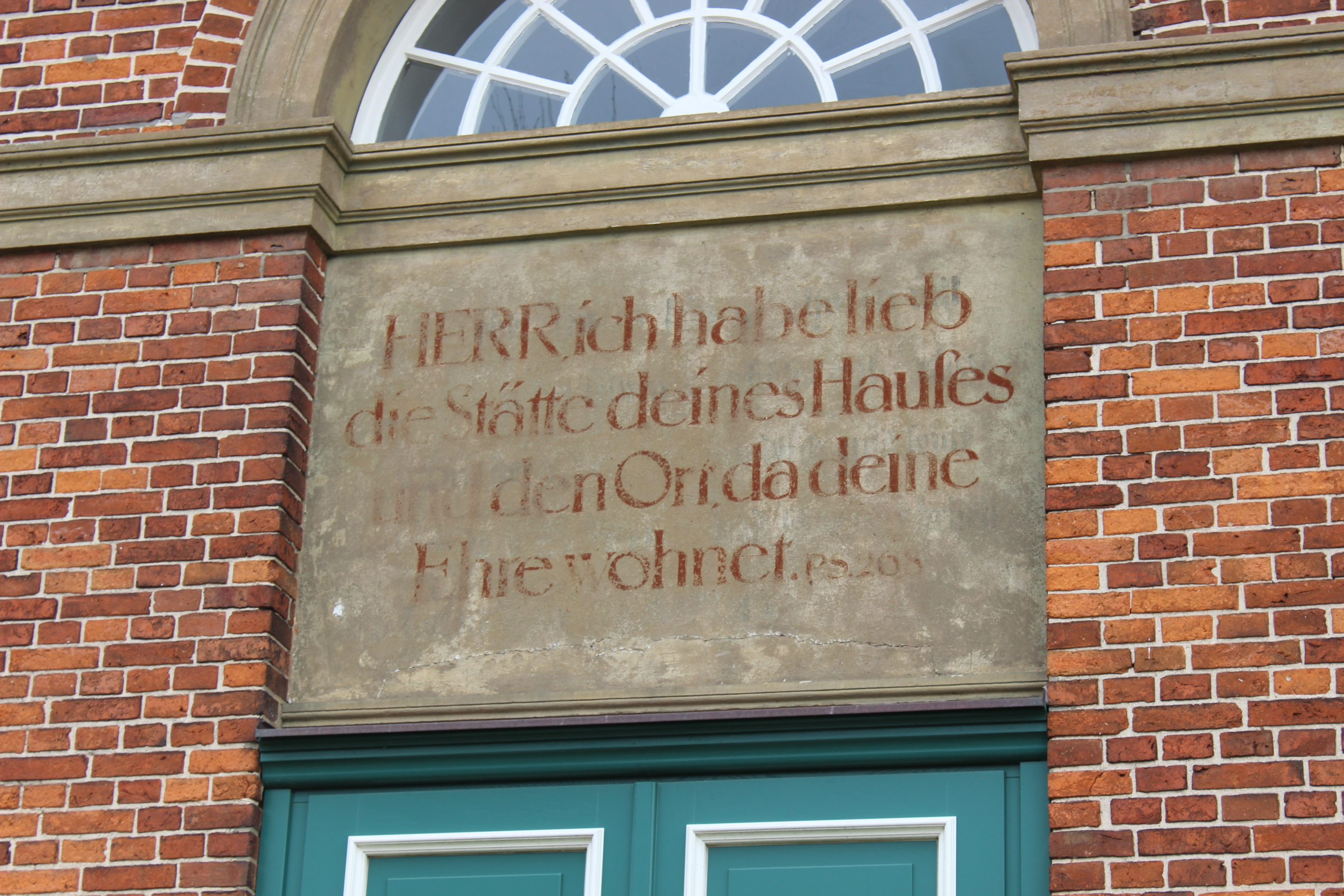
Psalm über der Kirchentür der St.-Michaelis-Kirche

St. Michaelis ist eine evangelisch-lutherische Kirche im Ortskern von Bienenbüttel inmitten der Lüneburger Heide im Norden des Landkreises Uelzen in Niedersachsen.

## Geschichte

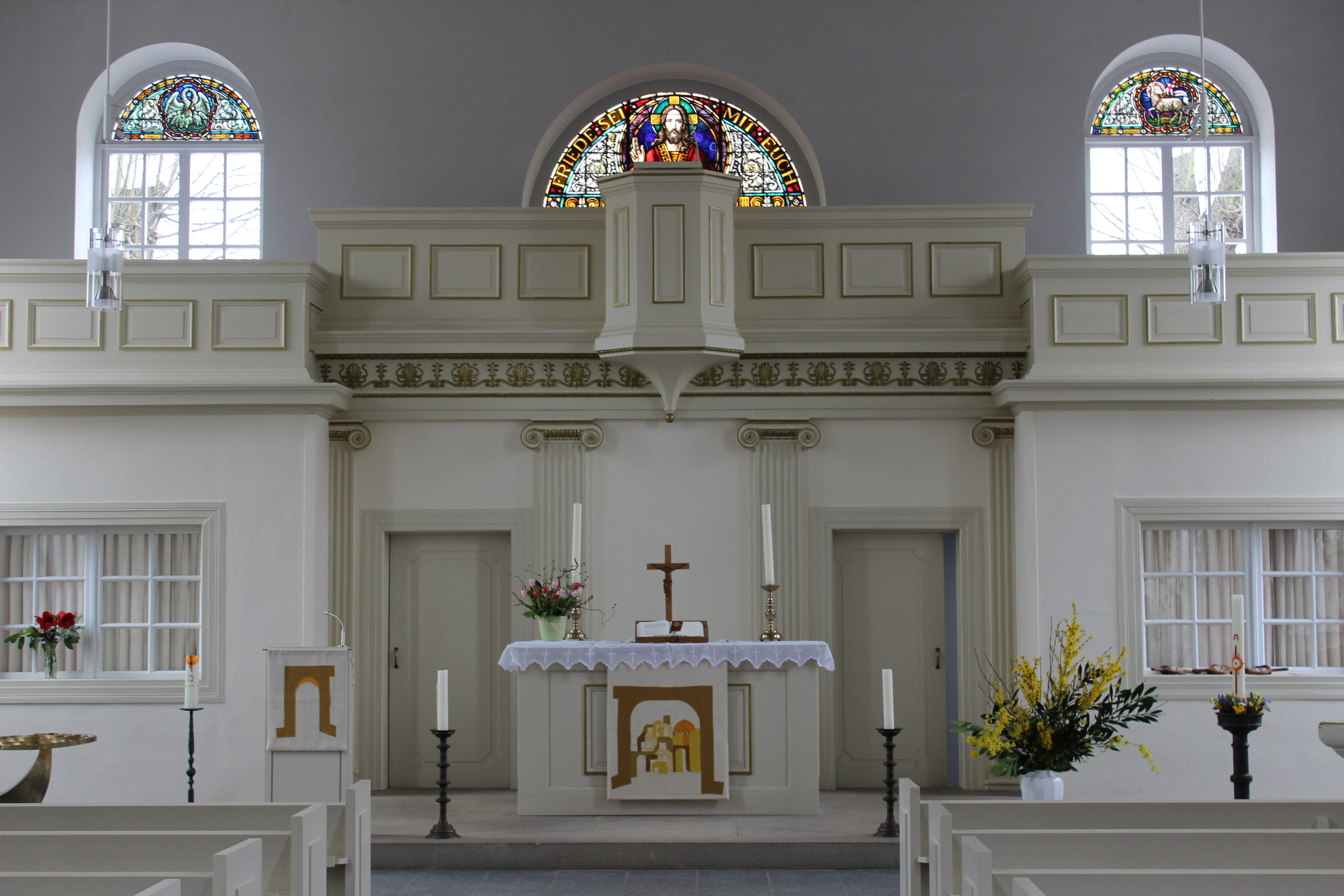
Innenraum mit Blick auf Altar und Kanzel

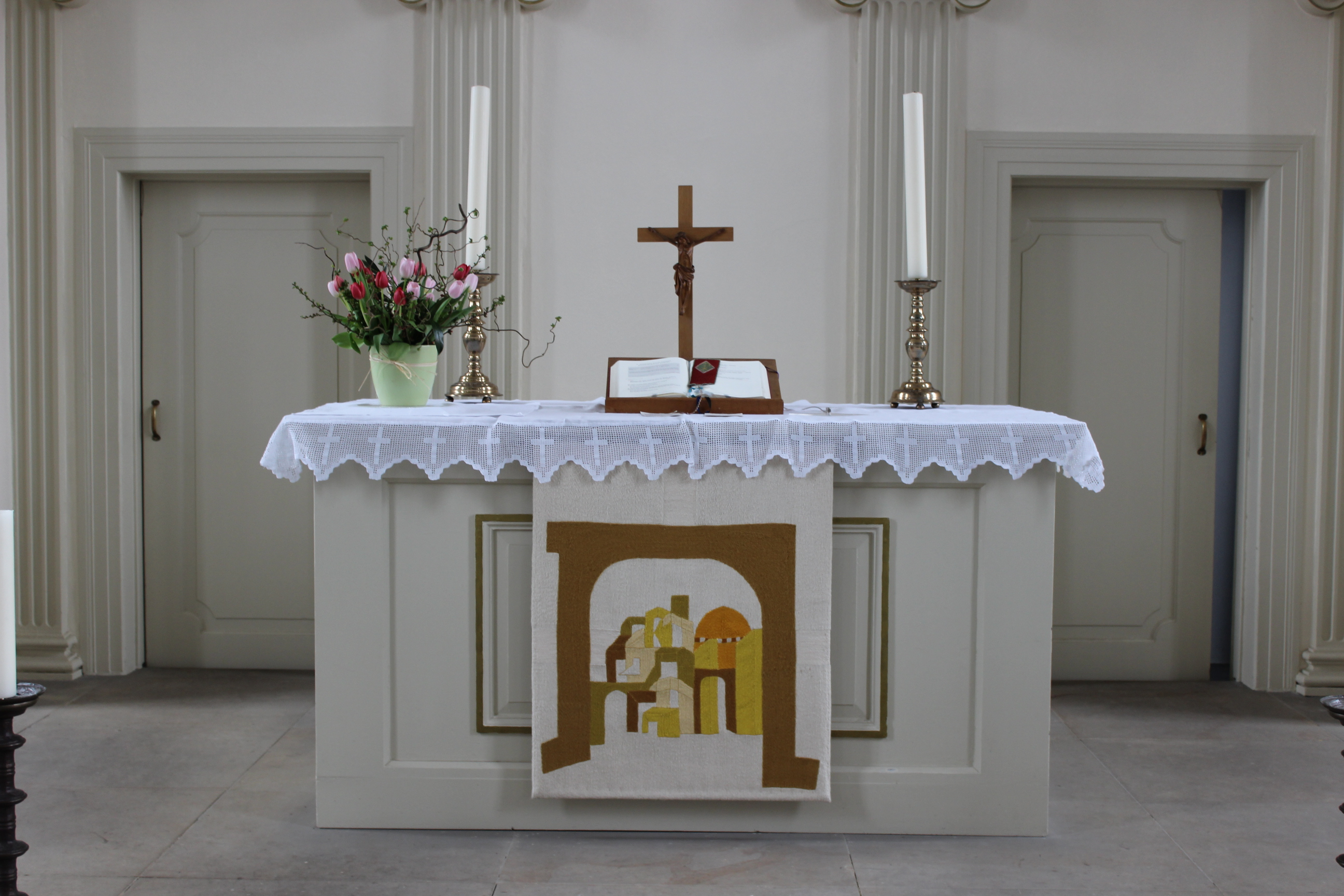
Altar

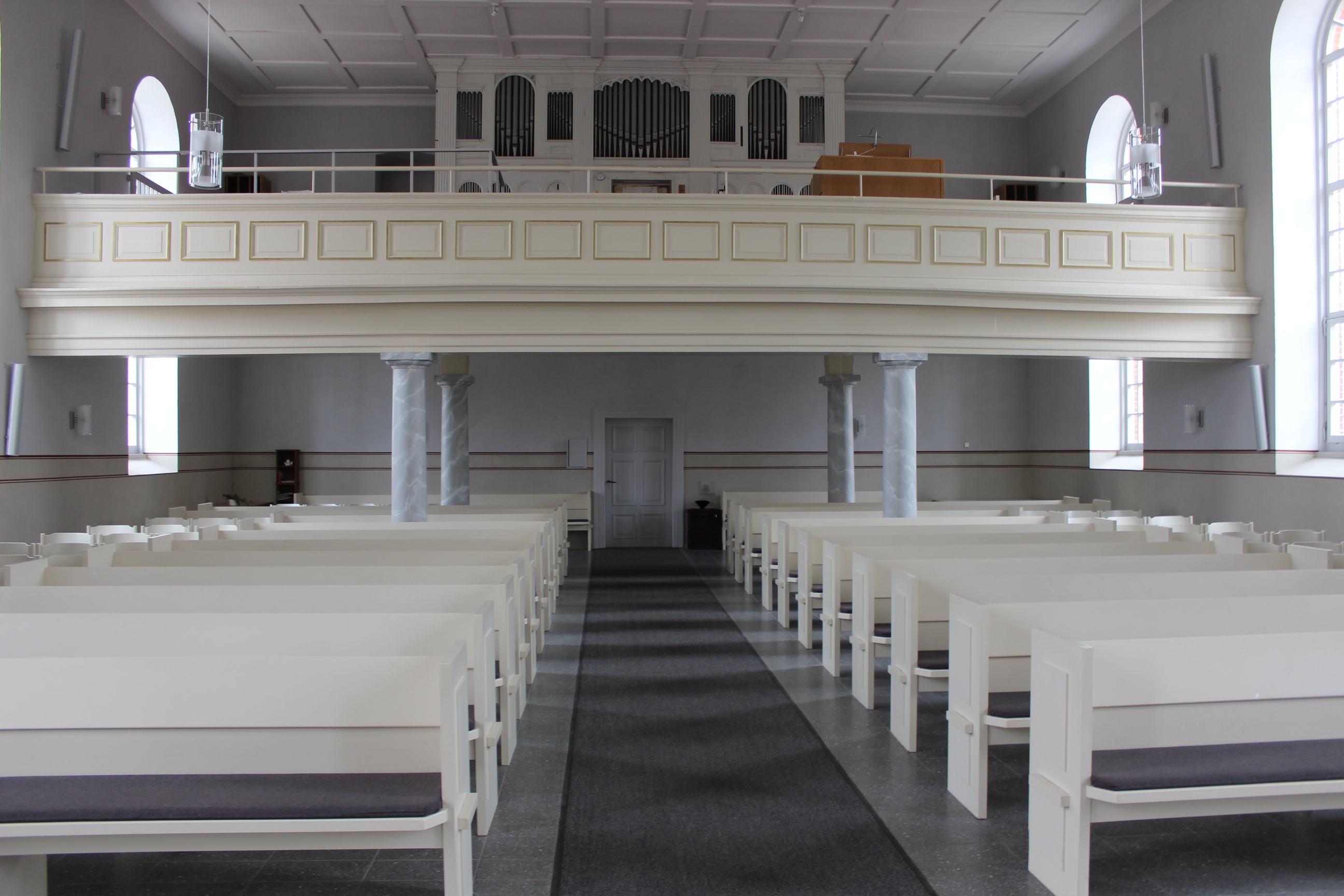
Innenraum mit Blick auf Orgel und Sitzbänke

Den Namen St. Michaelis trägt die Kirche in Bienenbüttel seit dem ersten Advent 1957. Erstmals erwähnt wurde sie schon 1307. In der Zeit um 1500 stand dort eine bescheidene Feldsteinkirche, die 1564 renoviert wurde, obwohl ihr Einkommen dafür zu gering war, wie der von 1534 bis 1577 amtierende Pastor Antonius Reuter berichtete. Deshalb kümmerte sich 1555 der evangelische Abt des St.-Michaelis-Klosters am Kalkberg in Lüneburg, Eberhard von Holle, darum. Das zeigt auch sein bis heute bestehender Wappenstein von 1564, der außen über dem späteren Nordeingang zur Sakristei eingesetzt wurde und so bis heute stehen blieb. Ein großes Portraitgemälde dieses Abtes und Lübecker Bischofs sowie ersten protestantischen Verwalters des Bistums Verden mit seinem Wappen hängt restauriert oben im Nordschiff der Lüneburger Michaeliskirche.
Nach dem Dreißigjährigen Krieg mit seinen Kirchenplünderungen wurde der Altbau seit August 1694 mit neuen Dachpfannen gedeckt und am Turm mit neuen Balken, Latten und Sparren ausgebessert. Innen und außen wurde sie frisch ausgeweißt und angestrichen. Das damalige Kirchenschiff war etwa 21 Meter lang und 7 Meter breit, hatte niedrige und schmale Rundbogenfenster und innen ringsum schadhafte Emporen. Es war mit seinen 270 Sitzplätzen seit 1564 nicht renoviert worden.
1762 fertigte Ludwig Albrecht Gebhardi (1735–1802) präzise Zeichnungen der Bienenbüttler Feldsteinkirche mit zahlreichen Details. Nach einer späteren Notiz des 1890 in Bienenbüttel eingeführten Pastors Bruno Theodor Haentzsche soll 1810 und 1829 ein Gewölbe der dunklen und modrigen Kirche eingestürzt sein.
Der wiederholte Wiederaufbau hatte die Finanzen der Gemeinde stark beansprucht. Deshalb kam am 17. Mai 1832 der Hannoversche Konsistorial-Baumeister Friedrich August Ludwig Hellner, um sich von dem beklagenswerten Zustand des hinfällig gewordenen Altbaus der Kirche zu überzeugen. Jede Reparatur wäre unzulässig. So genehmigte 1833 das Konsistorium in Hannover den Abriss und Neubau der Kirche. 
Die Backsteinkirche entstand 1837. Diese war nun 14 Meter breit und einschließlich des Findlingsturms 31,40 Meter lang. Sie bot Platz für 600 Besucher. Der Kirchturm von 1702 blieb zunächst stehen. Dann folgte auch die Anlage der Gräber auf dem 1810 stillgelegten erhöhten und ummauerten Kirchhof rings um das Gotteshaus, der 1865 mit Linden bepflanzt wurde. Erst 1843 wurde das Pfarramt wieder mit einem neuen Gemeindepastor besetzt: Hermann Christian Heinrich Friedrich Danckwerts (1814–1881). 1857 baute die Firma Philip Furtwaengler aus Elze die neue Orgel ein, die seither mehrfach überholt wurde. Von 1924 bis 1928 stifteten die Konfirmanden für die Nordwand die drei oberen halbrunden Glasmalereifenster aus der Quedlinburger Werkstatt Ferdinand Müller mit dem auferstandenen und segnenden Christus zwischen Pelikan und Lamm Gottes als ihm zugeordnete Symbole. Der ursprüngliche Kanzelaltar wurde 1960 verändert und die hohe Kanzel nach unten verlegt. 1971 wurde der Altar vorgerückt und vergrößert. Der Westeingang wurde wegen der Heizung zugemauert. Der Mittelgang zwischen den einst für Männer und Frauen getrennten Bankreihen verschwand, so dass Konfirmanden oder Brautpaare nur noch seitlich einziehen konnten. Seit 1994 ist dieser wieder frei.
Der zunächst stehengebliebene alte Findlingsturm wurde 1907 durch den heutigen Turmanbau an der Südseite ersetzt. Der Kirchturm wurde von dem Architekten Wilhelm Matthies entworfen und hat eine Höhe von 42 Metern. Der neue Turm kostete 22.000 Mark und wurde von Pastor Bruno Theodor Haentzsche eingeweiht. Die Wetterfahne mit der Jahreszahl 1702 wurde oben auf den neuen Turm gesetzt.

## Architektur

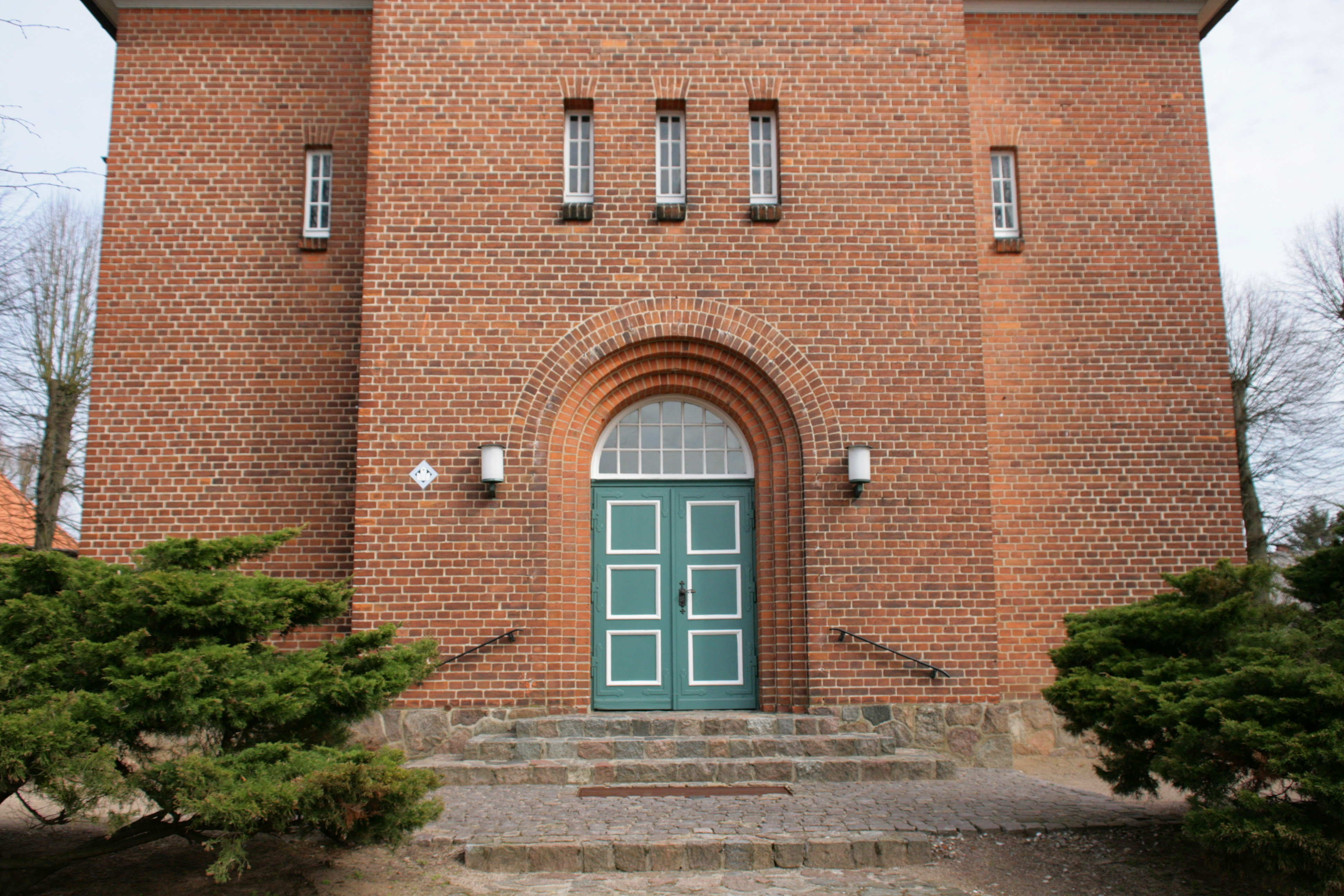
Portal

## Glocken

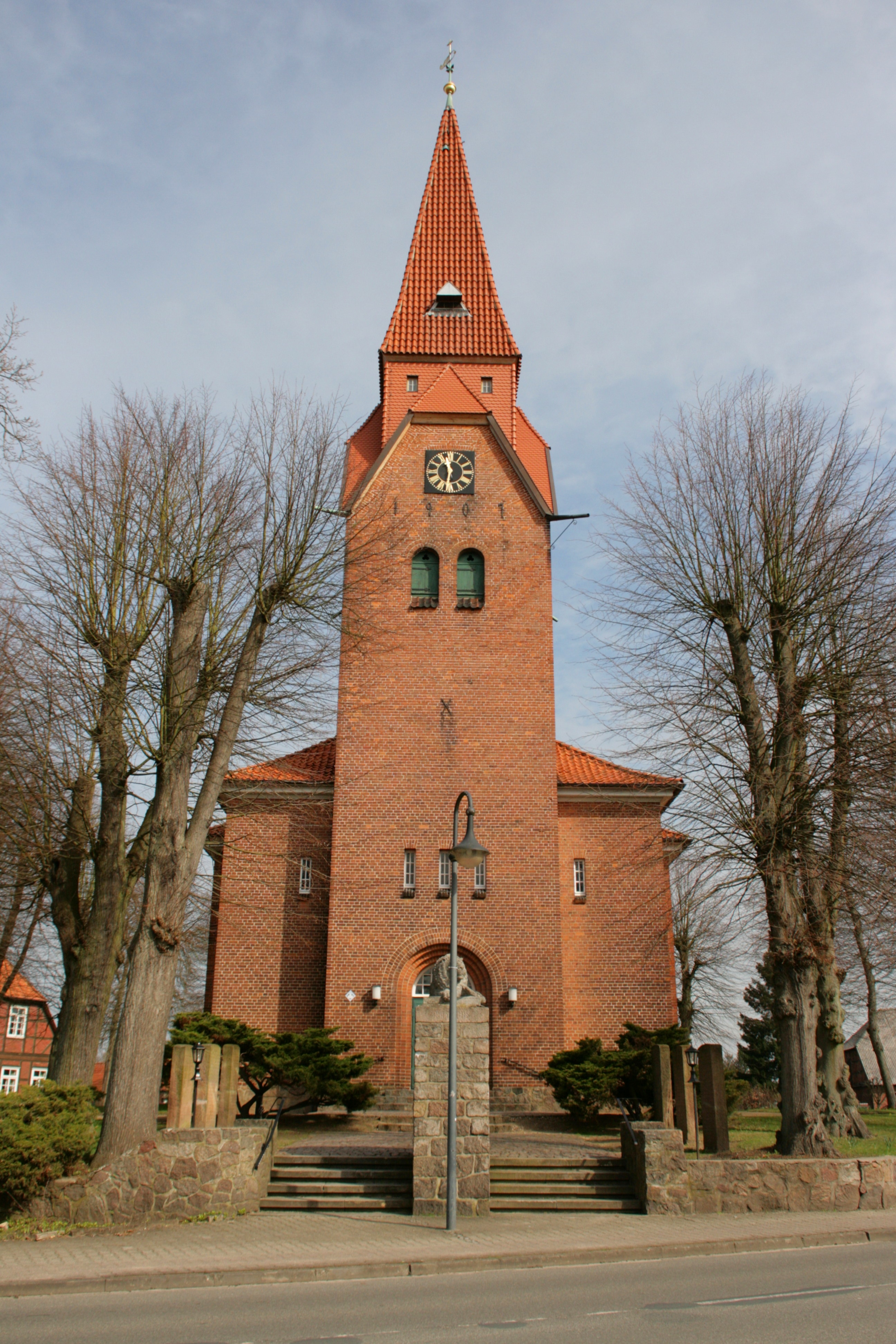
Turm der St.-Michaelis-Kirche

Im Turm hängen drei Glocken. Die älteste wurde 1524 gegossen. Sie kam 1702 von Geünhagen nach Bienenbüttel, als die dortige Kapelle abgebrochen wurde. Die alte Bienenbüttler Glocke war am Klöppelanschlag abgenutzt und dünnwandig geworden und musste durch eine andere ersetzt werden. Diese trägt die Inschrift: „Anno Domini 1524 gegossen von Cord v. d. Heyde in Lüneburg“. Aus dem Jahr 1933 stammt die „Lutherglocke“. An ihr ist zu lesen:
„Lutherglocke bin ich genannt,

Ich rufe hinaus ins deutsche Land:

Ein gut Wehr in Kampf und Not,

Ein gut Burg ist unser Gott.“
Am 1. Advent 1957 wurde die „Freudenglocke“ geweiht. In erhabenen Buchstaben trägt sie folgende Aufschrift:
„Oh Land, Land, Land,

höre des Herren Wort.“

„Dein Wort ist meines Herzens

Freude und Trost.“
Sie wurde vom Bochumer Verein aus Stahl gegossen. Damit war das Geläut der Kirche wieder volltönend. Seit 1957 werden die Glocken durch elektrischen Antrieb zum Läuten gebracht. 
Diese letzteren zwei Glocken wurden für die in den beiden Weltkriegen abgelieferten und eingeschmolzenen älteren Glocken angeschafft. Es waren dies die aus dem Jahre 1818 stammende Glocke, die Dietrich Bieber aus Hamburg gegossen hatte. Sie wurde 1917 für Kriegszwecke umgenutzt. Im Jahre 1940 musste die „Christusglocke“ abgeliefert werden. Sie trug die Inschriften „Ehre sei Gott in der Höhe“ und „Friede sei mit Euch!“
Das Geläut des Kirchturms ist bei Windstille über das 55 Quadratkilometer große Kirchspiel zu hören; es klingt bis nach Beverbeck und ist besonders im Winter bei Frostwetter in den entlegenen Dörfern vernehmbar.

## Pastoren
- 1534–1577: Antonius Reuter
- 1577–1625: Rupertus Barven
- 1625–1642: Georg Reineccius
- 1642–1684: Balthasar Wollenhaupt
- 1684–1727: Philippus Julius Toppius
- 1727–1729: Leonard Heinrich Wildhagen
- 1729–1743: Gottlieb Cruse
- 1743–1751: Johann Christoph Bergmann
- 1751–1757: Justus Friedrich Bussmann
- 1757–1791: Johann Justus Framke
- 1791–1803: Johann Dietrich Becker
- 1803–1808: August Christian Bernhard Einhof
- 1809–1837: Ludwig Friedrich Conrad Burkhardt
- 1837–1843: Johann Peter Lüders
- 1843–1855: Hermann Christian Heinrich Friedrich Danckwerts
- 1855–1889: Johann Heinrich Kayser
- 1889–1934: Bruno Haentzsche
- 1934–1954: Wilhelm Heyderich
- 1954–1956: Kurt Paul
- 1956–1965: Gerhard Auhagen
- 1965–1971: Georg Jungheinrich
- 1971–1993: Wolfram Glüer
- 1993–2000: Christiane Bürig
- 2001–2018: Jürgen Bade[2]

Seit 2019: Tobias Heyden

## Gemeindehaus
Das Pfarrhaus von 1623 wurde 1728 abgerissen und durch einen Neubau ersetzt, der wiederum 1786 vollständig durch einen Brand nach einem Blitzschlag zerstört wurde. 1900 wurde das ursprüngliche Dach aus Stroh durch Dachpfannen ersetzt. Das Gebäude dient heute nicht mehr als Wohnung eines Pastors, sondern als Gemeindehaus: Im alten Wirtschaftsteil des Pastorats, der 1962 ausgebaut wurde, entstand ein Gemeindesaal, der Platz für 80 Personen bietet. Der obere Stock ist vermietet und der untere Teil des Gemeindehauses wird für Gemeindezwecke genutzt, u. a. für das Kirchenbüro der Gemeinde.

## Pfarrhaus
Das jetzige Pfarrhaus war ursprünglich ein Küsterhaus. Es diente erst als ein Schulhaus. Ab 1967 befand sich hier der evangelische Kindergarten. In den folgenden Jahren stieg der Bedarf an Kindergartenplätzen und das Gebäude war außerdem marode. Daraufhin folgte der Neubau des Kindergartens und das ehemalige Küsterhaus wurde vollständig saniert und dient seitdem als Pfarrhaus.

## Friedhof
Der Friedhof lag ursprünglich rings um die Kirche. Tote wurden sowohl in der Kirche als auch außerhalb der Kirche beerdigt. Neuer Platz wurde dort durch Erdaufschüttungen geschaffen. Jedoch reichte der Platz nicht mehr aus, sodass 1810 ein neuer Friedhof angelegt werden musste. Dieser war 300 Meter westlich von der Kirche entfernt. Er wurde 100 Jahre genutzt, bis 1926 ein neuer Friedhof entstand, dieser ist außerhalb Bienenbüttels gelegen. Kurz nach dem Anlegen des Friedhofs wurde eine Friedhofskapelle erbaut, die Platz für ungefähr 95 Trauergäste hat.